# Kitarō Nishida
Kitarō Nishida (en japonès: 西田 幾多郎, Nishida Kitarō) (Kahoku, Prefectura d'Ishikawa, 19 de maig de 1870 - Kamakura, Prefectura de Kanagawa, 7 de juny de 1945) va ser un filòsof japonès, considerat habitualment com el precursor de l'Escola de Kioto.

## Biografia
Estudià filosofia a la Universitat de Tòquio, on es graduà l'any 1894. Fou professor d'alemany en un institut de secundària a la Prefectura d'Ishikawa i posteriorment professor de filosofia a la Universitat de Kyoto. Nishida es va retirar l'any 1927. El 1940 fou condecorat amb l'Orde de la Cultura (文化勲章, bunka kunshō).

## Filosofia
La filosofia de Nishida es nodreix tant de corrents de pensament occidentals com orientals. Pel que fa a la filosofia europea, el van influir especialment l'idealisme alemany i la fenomenologia d'Edmund Husserl. Se sentia fortament atret per la teologia negativa de filòsofs medievals com Joan Escot Eriúgena, Mestre Eckhart, i Nicolau de Cusa.
Quan David A. Dilworth va escriure sobre els llibres de Nishida, ell no va esmentar el primer llibre en la seva classificació útil. En el seu llibre Zen no kenkyū «Una recerca del Bé», Nishida va escriure sobre l'experiència, la realitat, el bé i la religió. El filòsof japonès va sostenir que la forma més profunda de l'experiència és l'experiència pura. Nishida ha analitzat el pensament, la voluntat, la intuïció intel·lectual i l'experiència pura. Segons la visió de Nishida, així com segons l'essència de la saviesa oriental, aspirem a l'harmonia en l'experiència, a la unitat.